# 安德鲁·丰塔斯
安德魯·方達斯·普拉特（1989年11月14日—），西班牙足球運動員，司職後衛，曾效力美职联球會堪薩斯城體育會。